# Ахмед ульд Аль-Дайд
Ахмед ульд Аль-Дайд (араб. أحمد ولد الديد; нар. 1881 — 1944) — 21-й емір Трарзи в 1930—1944 роках.

## Життєпис
Походив з арабської династії ульд-ахмед ібн даман, гілки ульд-аль-шеркі. Син еміра Мухаммада IV і доньки шейха арабського клану ульд-кара. Народився 1881 року. Своє прізвисько Аль-дайд дістав на честь своєї берберки-годувальниці грудьми. 1887 року гине батько. Перевезено до клану матері, де виховувався під опікою вуйків. Виявив хист до їзди верхи кіньми.
З 1899 року разом з братом Сіді брав участь у війні проти стрийка — еміра Ахмед Саліма II. 1905 року влаштував вбивство останнього. Втім еміром став інший родич — Ахмед Салім III. Ахмелд ульд Аль-дайд створив базу на півночі Трарзи, звідки здійснював напади на володіння еміра тп французькі форти. 1908 року в битві біля Лакайшіша завдав поразки французам. Втім мусив укласти 1910 року мир з французьким протекторатом Мавританія, погодившись на титул шейха та підпорядкування Ахмеду Саліму III.
Згодом очолював війська емірату, що виступали як допоміжні в походах французів: для приборкання емірату Тагант в 1911 і 1914 роках, 1913 року проти імама Ма аль-Айніна зі Смари. 1930 року помер Ахмед Салім III, а лише 1931 року французи оголосили Ахмеда уль Аль-Дайда новим еміром Трарзи. Як й попередник, мав обмежене керування, насамперед отримував 1\3 податків та мав невеличкий загін. Панував до самої смерті у 1944 році. Йому спадкував син Мухаммад V.